# Grep
 Denne artikel bør gennemlæses af en person med fagkendskab for at sikre den faglige korrekthed.

 Der er for få eller ingen kildehenvisninger i denne artikel, hvilket er et problem. Du kan hjælpe ved at angive troværdige kilder til de påstande, som fremføres i artiklen.

Computerprogrammet grep bruges til søgning i tekstfiler. grep understøtter regulære udtryk.
Regulære udtryk bruges nu i mange sammenhænge, men grep var med til at udbrede brugen af dem.[kilde mangler]
Der findes flere varianter af grep. Eksempelvis kan programmet egrep bruge en udvidet variant af regulære udtryk i forhold til almindelig grep. I programmeringssproget perl er grep en indbygget operator.
Programmet er udviklet til Unix, men findes også til Windows.

## Navn
Tekst mangler, hjælp os med at skrive teksten

## Eksempler
Find linjer, der indeholder foo i fil1 og fil2:
grep foo fil1 fil2
Find linjer i fil1 og fil2, som ikke indeholder foo:
grep -v foo fil1 fil2
grep kan bruges som et filter:
grep foo fil1 fil2 | grep bar
I eksemplet ovenfor findes først de linjer fra fil1 og fil2, der indeholder foo. Blandt disse findes de linjer, der også indeholder bar.